# پرداخت همراه
پرداخت همراه یا پرداخت تلفن همراه یا پرداخت گوشی موبایل (به انگلیسی: Mobile payment) روش پرداخت جایگزین و وفق پذیر جدیدی (به خصوص در آسیا و اروپا) به‌شمار می‌آید. در عوض پرداخت نقدی، چک یا کارت اعتباری، مصرف‌کنندگان می‌توانند تلفن همراه را برای طیف گسترده‌ای از خدمات، محصولات دیجیتال یا محصولات فیزیکی استفاده کنند. به عنوان مثال:
- موسیقی، فیلم، آهنگ، بازی آنلاین یا اشتراک اقلام، تصویر زمینه و دیگر محصولات دیجیتال
- کرایه حمل و نقل (اتوبوس، مترو یا قطار)، مترو پارکینگ و سایر خدمات
- کتاب‌ها، مجلات، بلیط و دیگر اجسام فیزیکی

پرداخت همراه در بسیاری از نقاط اروپا و آسیا به خوبی وفق یافته‌است. بازار مشترک برای تمام انواع پرداخت‌های همراه انتظار دارد تا سال ۲۰۱۳ مقدار معاملات به بیش از ۶۰۰ میلیارد دلار در سطح جهان برسد، در حالی که بازار پرداخت همراه برای کالاها و خدمات، به استثنای معاملات بدون تماس و انتقال

## مدل‌ها
چندین مدل اصلی برای پرداخت‌های تلفن همراه وجود دارد:
- کارت اعتباری
- کیف پول آنلاین
- پرداخت بر مبنای اشتراک پیام کوتاه
- صدور مستقیم صورتحساب موبایل
- پرداخت موبایل وب (WAP)
- بدون تماس (ارتباط میدان نزدیک)

مؤسسات مالی و شرکت‌های کارت اعتباری و همچنین شرکت‌های اینترنتی مانند مانند گوگل و شرکت‌های مخابرات سیار مانند اپراتورها، روش‌های مختلفی را برای پرداخت همراه ایجاد کرده‌اند.

## کارت اعتباری
سیستم پرداخت تلفن همراه وب شامل کارت اعتباری پرداخت، به مصرف‌کننده اجازه می‌دهد تا در جریان پرداخت، جزئیات کارت خود را برای خرید وارد نماید. این فرایند آشناست اما هر ورودی از جزئیات بیشتر در تلفن همراه به منظور کاهش میزان موفقیت (تبدیل) پرداخت شناخته شده‌است. به این منظور مشتری می‌خواهد تا آنجا که ممکن است اطلاعات کم تری را وارد نماید و فرایند پرداخت با سرعت بالاتری انجام گیرد.
علاوه بر این، اگر فروشنده پرداخت به صورت خودکار و ایمن بتواند شناسایی مشتریان و سپس جزئیات اطلاعات کارت را انجام دهد، می‌تواند برای خریدهای آینده این فرایند را به سادگی تبدیل به تک کلیک برای خرید نماید.

## کیف پول آنلاین
شرکت‌های آنلاین مانند پی پال، پرداخت آمازون و پرداخت گوگل نیز گزینه‌های موبایل دارند. در اینجا برخی فرایندهای پرداخت را برای این شرکت‌ها آورده‌ایم:
- پرداخت اول
  - ثبت کاربر، وارد کردن شماره تلفن خود، دریافت پیام کوتاه از طرف ارائه دهنده همراه با کد پین
  - کاربر کد پین دریافتی را وارد می‌کند، شماره تلفن تصدیق هویت می‌شود.
  - کاربر اطلاعات کارت اعتبار خود را در صورت لزوم وارد (یا یکی دیگر از روش پرداخت) و پرداخت را تأیید می‌کند. (اگر حساب در حال حاضر موجود باشد، این اطلاعات نیاز نیست)
- پرداخت‌های بعدی
  - کاربر برای بار دیگر اطلاعات PIN را برای تصدیق وارد می‌کند.

درخواست یک PIN به کاهش میزان موفقیت (Conversion) پرداخت شناخته شده‌است. این سیستم‌ها می‌توانند به صورت یکپارچه به‌طور مستقیم یا با اپراتور اعتباری و کارت پرداخت از طریق پلت فرم وب پرداخت همراه کار خود را انجام دهند.
رشته ارتباطات نزدیک بدون تماس
ارتباط میدان نزدیک (NFC) است که عمدتاً برای پرداخت پول در فروشگاه‌های فیزیکی ساخته شده و خدمات حمل و نقل استفاده می‌شود. مصرف‌کننده با استفاده از تلفن همراه مخصوص مجهز به امواج کارت هوشمند، تلفن خود را در نزدیکی ماژول خواننده قرار داده و اطلاعات رد و بدل می‌شود. بیشترین معاملات نیاز به انجام تصدیق ندارند، اما برخی از آن‌ها نیازمند تأیید هویت با استفاده از پین می‌باشند که قبل از معامله کامل شده‌است. پرداخت می‌تواند از حساب پیش پرداخت کسر گردد یا به حساب تلفن همراه شارژ شود یا حساب بانکی به‌طور مستقیم دخالت کند.

روش پرداخت از طریق موبایل NFC با چالش‌های قابل توجهی برای پذیرش گسترده و سریع، سروکار دارد. در حالی که برخی از تولیدکنندگان تلفن و بانک‌ها به دلیل عدم حمایت از زیرساخت، اکوسیستم پیچیده‌ای از سهام داران و استانداردها مشتاق به این کارند.

## پرداخت بر مبنای اشتراک پیام کوتاه
مصرف‌کننده درخواست پرداخت را از طریق متن پیام کوتاه یا کد دستوری می‌فرستد و هزینه اشتراک بر روی قبض موبایل یا کیف پول موبایل او اعمال می‌شود. فروشنده مورد نظر از موفقیت‌آمیز بودن پرداخت مطلع می‌شود و پس از آن می‌تواند مانند سابق هزینه را واریز شده بپندارد.
از آنجایی که یک آدرس قابل اعتماد برای تحویل داده نمی‌شود، این کالاها اغلب به صورت دیجیتال با استفاده از سرویس پیام چند رسانه‌ای برای ارائه موسیقی خریداری شده، زنگ، تصاویر پس زمینه و غیره مورد استفاده قرار می‌گیرد.

خدمات پیام چند رسانه‌ای همچنین می‌تواند بارکد را اسکن شده برای تأیید پرداخت توسط فروشنده به او ارائه کند. این به عنوان بلیت الکترونیکی برای دسترسی به رویدادها یا برای جمع‌آوری محصولات سخت استفاده می‌شود.

پرداخت‌های تراکنشی در آسیا و اروپا بسیار محبوب گشته‌است، اما در حال حاضر توسط روش‌های دیگر پرداخت همراه انجام می‌گیرد، از جمله پرداخت‌های وب همراه (WAP)، پرداخت همراه مشتری (جاوا ME, Android) و قبض مستقیم صورتحساب موبایل به این دلایل:
- قابلیت اطمینان ضعیف – پرداخت تراکنشی به راحتی می‌تواند با گم شدن پیام، منجر به شکست شود.
- سرعت کم - ارسال پیام می‌تواند آهسته باشد و می‌تواند ساعت‌ها وقت فروشنده را بگیرد. مصرف‌کنندگان نمی‌خواهند بیش از چند ثانیه منتظر پرداخت بمانند.
- امنیت – رمزنگاری پیام کوتاه / کد دستوری در رابط رادیو به پایان می‌رسد، سپس پیام متن فاش است.
- هزینه بالا - هزینه‌های بالایی در ارتباط با این روش پرداخت وجود دارد.
  - هزینه راه اندازی کدهای کوتاه
  - پرداخت پول برای تحویل از رسانه‌ها از طریق سرویس پیام چند رسانه‌ای
  - هزینه‌های حمایت از مشتری برای حسابرسی کاربری برای تعداد پیام‌هایی که از دست رفته یا به تعویق افتاده‌است.
- نرخ پایین پرداخت‌ها - اپراتور هزینه‌های بالایی را در اجرا و حمایت از پرداخت‌های معاملاتی متحمل می‌شود که منجر به کاهش ۳۰ درصدی میزان پرداخت‌ها به فروشنده‌است.
- پیگیری کم در فروش - پرداخت پس از آن که پیام ارسال شده‌است و محصولات دریافت گردید، مصرف‌کنندگان قابلیت‌های کمی برای انجام دارند. برای آن‌ها را به یاد داشتن خرید کالا یا چگونگی خرید دشوار است.

## صورتحساب مستقیم موبایل
مصرف‌کننده با استفاده از گزینه صدور صورت حساب تلفن همراه در سایت تجارت الکترونیک، مانند سایت بازی آنلاین پرداخت را انجام می‌دهد. پس از دو فاکتور تأیید هویت مربوط به PIN و رمز عبور یک بار مصرف، حساب تلفن همراه مصرف‌کننده برای خرید شارژ می‌شود. این روش جایگزین پرداخت، نیازی به استفاده از کارت اعتباری بانکی یا ثبت نام در سیستم پرداخت آنلاین مانند پی پال نیاز ندارد، در نتیجه نیاز به بانک‌ها و شرکت‌های کارت اعتباری از سر برداشته می‌شود. این نوع روش پرداخت تلفن همراه، که در آسیا بسیار رایج و محبوب شده‌است، مزایای زیر را دربردارد:
- امنیت - دو عامل احراز هویت و مدیریت ریسک از تقلب جلوگیری می‌کند.
- راحتی - بدون ثبت نام و عدم نیاز به هیچ نرم‌افزار جدید تلفن همراه
- آسانی - این گزینه‌ای دیگر در روند پرداخت است.
- سرعت - بیشترین معاملات در کمتر از ۱۰ ثانیه به پایان می‌رسد.
- اثبات شده - ۷۰ ٪ از خرید محتویات دیجیتال آنلاین در برخی از مناطق آسیا با استفاده از روش مستقیم موبایل انجام گرفته‌است.

## موبایل وب (WAP)
مصرف‌کننده با استفاده از صفحات وب نمایش داده یا برنامه‌های اضافی دریافت شده و نصب شده بر روی تلفن همراه پرداخت را انجام می‌دهد. این روش از WAP (پروتکل برنامه بی‌سیم) به عنوان تکنولوژی زیر بنایی استفاده می‌کند و تمام مزایا و معایب WAP را به ارث می‌برد. با این حال، استفاده از مدل پرداخت وب آشنا، مزایای زیر را خواهد داشت:
- پیگیری در فروش این صفحات دارای یک آدرس اینترنتی است و می‌تواند نشانه‌دار شود تا ویزیت دوباره آن یا به اشتراک‌گذاری با دوستان آسان شود.
- رضایت بالای مشتری از پرداخت‌های سریع و قابل پیش‌بینی
- سهولت استفاده از مجموعه‌ای آشنا از صفحات پرداخت آنلاین

با این حال، بجز اینکه حساب تلفن همراه به‌طور مستقیم از طریق یک اپراتور شبکه تلفن شارژ می‌شود، استفاده از کارت اعتبار یا پیش ثبت نام در سیستم پرداخت آنلاین مانند پی پال هنوز هم به همان اندازه مورد نیاز است.
روشهای پرداخت موبایل وب در حال حاضر توسط تعدادی از اپراتورهای شبکه تلفن همراه لازم‌الاجرا است.
تعدادی از مکانیسم‌های مختلف پرداخت واقعی را می‌توان در پشت یک مجموعه سازگار از صفحات وب استفاده کرد.

## صورت حساب مستقیم اپراتور
اتصال مستقیم به پلت فرم صورت حساب اپراتور نیازمند یکپارچگی با اپراتور است اما تعدادی از مزایای زیر را به همراه دارد:
- سادگی - اپراتورها در حال حاضر ارتباط صورت حسابی با مصرف‌کنندگان دارد، پرداخت به صورت حساب افراد افزوده می‌شود.
- پرداخت آنی – بالاترین رضایت مشتری را دربردارد.
- پاسخ دقیق - نشان موفقیت و دلایل شکست
- امنیت - برای محافظت از جزئیات پرداخت و هویت مصرف‌کننده
- بهترین نرخ تبدیل - از یک تک کلیک برای خرید و بدون نیاز به وارد کردن جزئیات بیشتر پرداخت
- کاهش هزینه‌های پشتیبانی مشتری

با این حال، میزان پرداخت با استفاده از این روش در مقایسه با دیگر ارائه دهندگان خدمات پرداخت بسیار پایین‌تر است. نمونه‌هایی از ارائه دهندگان محبوب دنیا:
- ۹۲ ٪ با پی پال
- ۸۴–۸۶ ٪ با کارت اعتباری
- ۴۵–۹۱٫۷ ٪ با صدور صورت حساب اپراتور در آمریکا، انگلستان و کشورهای کوچک‌تر متفاوت اروپایی، اما معمولاً حدود ۶۰ ٪
- با این حال، در جهان یک استثنا برای این قاعده وجود دارد، در انگلستان ممکن است درصد بیشتر پرداخت‌ها به صورت حساب فروشنده از طریق سیستم Payforit در مقایسه با کارت اعتباری انجام گیرد.

## مدل‌های سرویس پرداخت همراه
چهار مدل بالقوه برای پرداخت تلفن همراه وجود دارد:
- مدل اپراتور محور: اپراتور تلفن همراه برای فراهم کردن سرویس پرداخت همراه به‌طور مستقل عمل می‌کند.
اپراتور می‌تواند مستقل از کیف پول همراه حساب کاربری تلفن همراه (شارژ) ارائه می‌کنند. استقرار زیادی از اپراتور محور مدل به شدت با عدم اتصال به شبکه‌های موجود یکی از چالش‌های مطرح شده برای این مدل است. اپراتور شبکه موبایل باید واسط با استفاده از شبکه بانکی پرداخت دسته خدمات پیشرفته تلفن همراه در banked و تحت محیط banked ارائه می‌کنند. آزمایشگران در کشورهای در حال ظهور از این مدل استفاده کردند، اما آن‌ها نتوانستند بیشتر از پرداخت تلفن همراه مورد استفاده از خدمات را پوشش نمی‌دهد. به پرداخت پول و اعتبار بالا محدود خوردند.
- مدل بانک محور: اعزام بانک برنامه‌های کاربردی تلفن همراه یا دستگاه‌های پرداخت را به مشتریان و تضمین تجار اند مورد نیاز نقطه از فروش (اعتباری) قابلیت پذیرش. اپراتور شبکه تلفن همراه به عنوان یک حامل ساده استفاده می‌شود، آن‌ها را تجربه خود را به ارائه تضمین QoS.
- مدل همکاری: این مدل شامل همکاری میان بانک‌ها، اپراتور تلفن همراه و حزب اعتماد سوم.
- مدل نظیر به نظیر: تلفن همراه پرداخت ارائه دهنده خدمات به‌طور مستقل از موسسات مالی و اپراتورهای شبکه تلفن همراه عمل می‌کند و امکان پرداخت همراه را فراهم می‌سازد.